# Welam Johansson Zeppenfeldt
Welam Johansson Zeppenfeldt även benämnd Wilhelm, uppskattningsvis född omkring 1620 i Ramshyttan i Ramsbergs socken död i juni 1687 och begraven den 17 september 1687 i Vreten, Ramsberg var en svensk riksdagsman, bergsman, häradsdomare och kronolänsman i Lindes och Ramsbergs härad.
Wilhelm Johansson blev utsedd till kronolänsman 1678 och företrädde bondeståndet i Linde och Ramsbergs härader vid ståndsriksdagen 1682 då det beslutades att inrätta indelningsverket för att hålla en slagkraftig armé och flotta. Han var farfar till riksdagsmannen Welam Larsson Zeppenfeldt (1679 - 1750).